# ナタリー・サロート

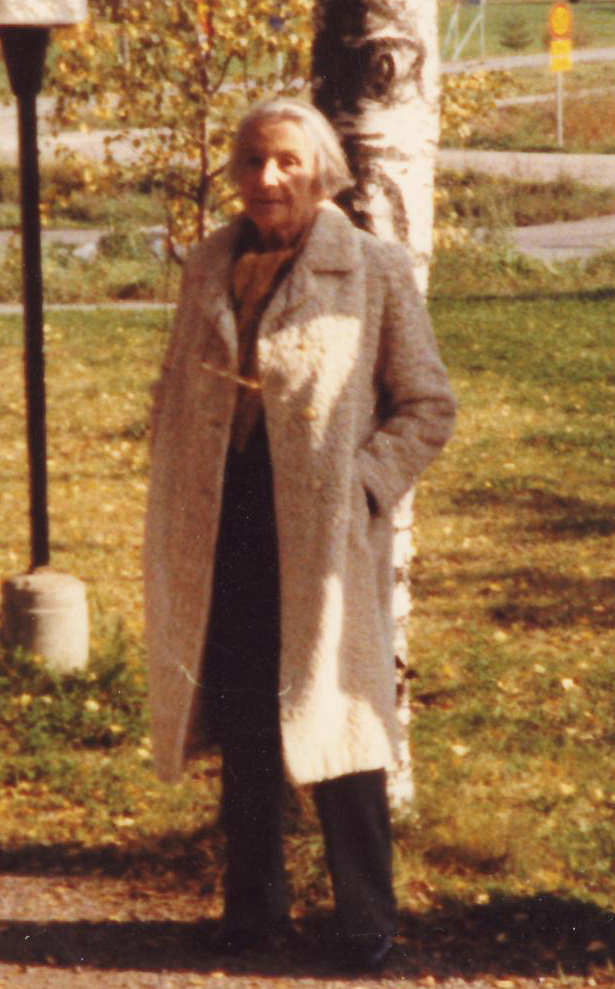

ナタリー・サロート（Nathalie Sarraute, 1900年7月18日 - 1999年10月19日）は、フランスの小説家、劇作家。旧姓チェルニャーク。
ロシア出身でフランスに移住したユダヤ人で、ヌーヴォー・ロマンの代表的作家の一人として活躍した。プルーストやジョイスらによる人間心理の探求をさらに推し進め、意識される心理の下層にある潜在的な心の動きを描き出す作風で知られる。

## 生涯
ロシアのイヴァノヴォで生まれ、幼い頃に離婚した母親に連れられてパリに移り住んだ。のちにはやはりフランスに移ってきた父親に引き取られて成長し、大学では法律や英語などを学んでいる。その後弁護士として働く一方で創作にも手を染め、1939年にデビュー作『トロピスム』を発表した。
戦後にはサルトルの序文を付した第二作『見知らぬ男の肖像』が刊行されて注目を浴び、その前衛的な作風によってヌーヴォー・ロマンの先駆者となる。その序文の中でサルトルが名付けた「アンチ・ロマン」という名称は、「ヌーヴォー・ロマン」という名とともに、戦後のフランスに現れた、従来の小説観を覆すような作品・作風の呼称として広く知られるようになる。その後もサロートは小説や戯曲において実験的な作品を創り続け、20世紀後半のフランス文学を代表する作家の一人となった。
サロートの小説は、他人と関わったり独りでいたりするなかでの人間の心理の底における自覚されないような心理的作用を捉えようとするところに特色がある。それまでの小説の“意識の流れ”などの技法をさらに突き詰め、「会話の下にあるもの」「言葉以前のもの」を、断片的な記述を編み上げるようにして描こうとした。そこで問題にされるのは「心理以前の心理」であり、人間の潜在意識に起こる微細な動きのひとつひとつである。そのような作用を捉えるために、例えば『見知らぬ男の肖像』では登場人物が匿名の二人だけに限られているなどの工夫が凝らされている。

## 作品

### 小説
- Tropismes (1939)　（『トロピスム』菅野昭正訳、新潮社・『現代フランス文学13人集』第2巻所収）
- Portrait d’un inconnu (1948)　（『見知らぬ男の肖像』 三輪秀彦訳、河出書房新社）
- Martereau (1953)　（『マルトロー』、平岡篤頼訳、筑摩書房・世界文学全集第65巻『アンチ・ロマン集』所収）
- le Planétarium (1959)　（『プラネタリウム』菅野昭正訳、新潮社）
- les Fruits d'Or (1963)　（『黄金の果実』平岡篤頼訳、新潮社）
- Entre la vie et la mort (1968)　（『生と死の間』平岡篤頼訳、白水社）
- Vous les entendez ? (1972)　（『あの彼らの声が……』 菅野昭正 訳、中央公論社）
- « disent les imbéciles » (1976)
- l’Usage de la parole (1980)
- Enfance (1983)　（『子供時代』湯原かの子訳、幻戯書房〈ルリユール叢書〉）
- Tu ne t’aimes pas (1989)
- Ici (1995)
- Ouvrez (1997)
- Lecture (1998)

### 戯曲
- le Silence (1964)
- le Mensonge (1966)
- Isma, ou ce qui s’appelle rien (1970)
- C’est beau (1975)
- Elle est là (1978)
- Pour un oui ou pour un non (1982)
- Elle est là (1993)

### 評論
- L'Ère du soupçon (1956)　（『不信の時代』白井浩司 訳、紀伊国屋書店 (1958)）